# セカイ系
セカイ系（セカイけい、世界系）は、漫画・アニメ・ゲーム・ライトノベルなどの日本のサブカルチャー諸分野における物語の類型の一つである。
定義が明確に為されないまま主にインターネットを通じて広がったインターネットミームのため、意味するところは諸説あるが社会学、現代文学論、サブカルチャー論などで様々に言及されている。

## 初出と初期の用法
セカイ系という言葉の初出は2002年10月下旬のことで、ジュブナイルポルノ作家の槻矢いくむ（かなか堂、ぷるにえ） が運営していたインターネットウェブサイト『ぷるにえブックマーク』で現れたとされている。
当初、この言葉は当時のアニメやライトノベル作品に散見された要素や、それを安易に用いている同業者の作品を揶揄し、排除するために用いられていた。槻矢いくむは「一人で勝手に使ってる言葉で、大した意味はない」「エヴァっぽい（一人語りの激しい）作品に対して、わずかな揶揄を込めつつ用いる」「これらの作品は特徴として、たかだか語り手自身の了見を「世界」という誇大な言葉で表したがる傾向があり、そこから「セカイ系」という名称になった」とし、セカイ系という言葉で括られた諸作品はアニメ『新世紀エヴァンゲリオン』の強い影響下にあると考えられていた。そのため、当時は「ポストエヴァンゲリオン症候群」とも呼ばれていた。
やがて、「セカイ系」というフレーズはインターネットミームとして拡散し、2003年の前期に流行したとされている。
この言葉が肯定的な色合いを帯びたのは、2000年代中盤に批評家の東浩紀、講談社の文芸誌『ファウスト』の編集長だった太田克史、早川書房の塩澤快浩が創刊した文庫内レーベル「次世代型作家のリアル・フィクション」などが戦略的に引用してからである。しかし、それぞれのレーベルの営業的都合から、定義される作品が一定せず、初期に「セカイ系」と定義されていた作品が逆に括られなくなるなどの弊害が生じた。
後年、この時期の言説を検証した前島賢は、その影響を受けて「『新世紀エヴァンゲリオン』の影響を受け、1990年代後半からゼロ年代に作られた、巨大ロボットや戦闘美少女・探偵など、おたく文化と親和性の高い要素やジャンルコードを作中に導入した上で、若者（特に男性）の自意識を描写する作品群」と肯定的に総括している。そのため、語り手や文脈によって用法は一致せず、肯定的な場合も否定的な場合もある。

## 東浩紀らの定義によるセカイ系
インターネット上で流通した「セカイ系」という言葉が、活字出版物上に現れるようになったのは2004年頃からだとされているが、これ以降はインターネット外でも様々に論じられるようになる。その際、盛んに参照されたのは、サブカルチャーを論じる批評家として注目を集めていた東浩紀を中心に発刊された『波状言論 美少女ゲームの臨界点』編集部注によるもので、前島賢もこの同人誌の編集者であった。それによればセカイ系とは「主人公（ぼく）とヒロイン（きみ）を中心とした小さな関係性（「きみとぼく」）の問題が、具体的な中間項を挟むことなく、「世界の危機」「この世の終わり」などといった抽象的な大問題に直結する作品群のこと」であり、代表作として新海誠のアニメ『ほしのこえ』、高橋しんのマンガ『最終兵器彼女』、秋山瑞人の小説『イリヤの空、UFOの夏』の3作を挙げ、肯定的な評価を与えた。
「世界の危機」とは全世界あるいは宇宙規模の最終戦争や、異星人による地球侵攻などを指し、「具体的な中間項を挟むことなく」とは国家や国際機関、社会やそれに関わる人々がほとんど描写されることなく、主人公たちの行為や危機感がそのまま「世界の危機」にシンクロして描かれることを指す。セカイ系の図式に登場する「きみとぼく／社会領域／世界の危機」という3つの領域は、それぞれ「近景／中景／遠景」（別役実による）や「想像界／象徴界／現実界」（ジャック・ラカンによる）といった用語に対応させて言及されることもある。
こうした「方法的に社会領域を消去した物語」はセカイ系諸作品のひとつの特徴とされ、社会領域に目をつぶって経済や歴史の問題をいっさい描かない点をもってセカイ系の諸作品はしばしば批判も浴びた。つまりこの時期にはセカイ系とは「自意識過剰な主人公が、世界や社会のイメージをもてないまま思弁的かつ直感的に『世界の果て』とつながってしまうような想像力」で成立している作品であるとされている。
これらのセカイ系作品においては、世界の命運は主にヒロインの少女に担わされる。「戦闘を宿命化された美少女（戦闘美少女）と、彼女を見守ることしか出来ない無力な少年」というキャラクター配置もセカイ系に共通する構図とされている。世界の危機と平行して、この傷ついた少女（＝「きみ」）と無力な少年（＝「ぼく」）との恋愛が学園ラブコメディとして描かれることも多く、このため「きみとぼく系」と呼ばれることもあった。さらに、ごく乱暴に「セカイ系とは『学園ラブコメ』と『巨大ロボットSF』の安易（ゆえに強力）な合体であって、つまり『アニメ＝ゲーム』の二大人気ジャンルを組み合わせて思い切り純度を上げたようなものである」（佐々木敦）とも説明されることもあり、こういった極小化された「きみとぼく」の純愛世界と誇大妄想的な「世界の危機」がシンクロして物語が進行する奇妙さがセカイ系の特徴とされていた。
これらの「セカイ系」の用法においても、『新世紀エヴァンゲリオン』の強い影響があったとする見方は持続しているが、その一方で「きみとぼく」+「世界の危機」という構造はギャルゲー/アダルトゲーム特有の方法として現れたとする見方も提出されている。
これらのセカイ系作品については、前述したように社会領域を描いていない点への批判があり、アニメ監督の谷口悟朗は「法律がどうとか道徳がどうとか過剰に入れ込んでいったら、写実的ではあるかもしれないけど邪魔じゃないですか(笑)。そういう気持ちはわかるということです。ただ、やっぱり私は「社会」というものを考えちゃうタイプなんですね」として自身の作品に社会の要素を入れたという。また「なぜ純愛のエロゲーが売れるのかよくわからない。鬼畜系のほうがまだわかる」とも述べている。集英社コバルト文庫の看板作家だった久美沙織は当時、セカイ系と評されていた小説の解説で、少年が戦闘せずにそれを少女に代行させ、その少女から愛されて最後には少女を失うという筋書きは「自分本位の御都合主義で、卑怯な責任放棄」に過ぎないと述べ、評論家の宇野常寛は「母性的承認に埋没することで自らの選択すらも自覚せずに思考停止」しているとした。
一方で、文学的要素の強い「純文学かぶれ」で越境的な作品を、ジャンルプロパーの作家や読者が批判・揶揄するためにも用いられているが、これは発祥である『ぷるにえブックマーク』での用法に近い。しかし、『灰羽連盟』などのアニメが放映された2000年代以降、ライトノベル周辺の商業的販促フレーズとしての定義が優勢となり、越境的作品も減少したことから、インターネットスラングとして使われる機会は減っている。

### 2010年代以降の展開
前島賢は『セカイ系とは何か ポスト・エヴァのオタク史』（2010年）において、これら「セカイ系」をめぐる1990年代後半から2000年代（ゼロ年代）にかけての言説を検証し、その総括を行った。彼によれば、物語を破綻させてまで自意識というテーマを展開させようとした『エヴァンゲリオン』（ことにその後半部）というアニメ作品の影響で「みずからのジャンルの虚構性、チープさを明らかにした上で、なおかつ真摯な物語を語ろうとした」のが一連のセカイ系作品だったのではないかという。
また、セカイ系と名指しされたものはおおよそ、「ループものの作品」「セカイ系への自己言及的応答作品」の二つがあるとしており、前者についてはゲームとの親和性、後者については従来のサブカルチャーで希薄だった批評的役割を担った作品であることを指摘している。そして、「セカイ系という運動、もしくは重力は、2010年代を迎えた現在、ほぼ消滅したといっていい」が、「現代学園異能」 や「空気系」といった形式で継承されたとした。
一方、同書の出版後には、セカイ系の文脈で語られることの多い『魔法少女まどか☆マギカ』、新海誠作品のヒットがあった。新海の作風は「同人アニメの出身の『セカイ系』」と評された。新海自身は「『セカイ系を作っている』という意識は、昔から特になかったんです。いま一番気になっているテーマや、みんなが共有していると思うような気持ちを描いたことが、結果的にそう言われている」とし、リーマンショックや3.11の前は終わりなき日常が続く感覚があったため社会の存在感が薄かったのだろうと述べている。

## その他の用法
セカイ系という言葉は定義がはっきりしないまま、インターネットスラングから活字メディアの販促フレーズとして広がった結果、定義や用法にも様々なバリエーションが生まれた。たとえば、作家で評論家の笠井潔は、前述の東浩紀らの定義を受けてセカイ系について論じていたが、セカイ系の特徴とした「方法的に社会領域を消去した物語」をセカイ系の定義として使用するようになり、セカイ系の範囲を広げている。
また、美少女ゲームライターの元長柾木は、この言葉を活字メディアに導入した最初期の人物であるが、セカイ系とは「世界をコントロールしようという意志」と「成長という観念への拒絶の意志」という二つの根幹概念をもつ作品群のことであり、代表するのが、それぞれ清涼院流水の『JDCシリーズ』と上遠野浩平の『ブギーポップシリーズ』だとしている。清涼院の小説『カーニバル・イヴ』（1997年）中の「社会派ではなく世界派として小説とは異なる大説を目指す」という言葉を元長は「セカイ系宣言」とみなし、翌年に発表された上遠野の『ブギーポップは笑わない』と合わせてセカイ系の代表的存在とした。元長によれば、それまでのジュブナイル小説からライトノベルが枝分かれしたのは、清涼院や上遠野が示した「セカイ系的なもの」の有無であり、これに従えばライトノベルはすべてセカイ系となってしまう。
前述したセカイ系の定義を広めた立場である東浩紀にしても、その定義に当てはまらない作品群をセカイ系として論じており、セカイ系の先駆として「世界をコントロール可能なものとして捉えるような」神林長平のSF作品や村上春樹の『世界の終りとハードボイルド・ワンダーランド』なども含めた議論を行っている。もっとも東自身が認めるように「自意識と世界の果て、というモチーフ自体は、ある意味で文学の基本テーマそのもの」であり、たとえばヨハネ黙示録を考えれば、明らかなようにセカイ系に固有のものではない。
東は『新世紀エヴァンゲリオン』以降、「サブカルチャーのチープさをまといつつ、トラウマや癒しをテーマにした作品がぱっと増えた」とも指摘しており、これを受けて前島も、この時期にサブカルチャー作品の中で文学的な自意識がテーマとして取り扱われた経緯を検証した上で、セカイ系と関連づけている。